# لینکلن، شهرستان کلار، میشیگان
لینکلن (به انگلیسی: Lincoln Township) یک منطقهٔ مسکونی در ایالات متحده آمریکا است که در شهرستان کلیر، میشیگان واقع شده‌است.
 لینکلن ۹۳٫۱ کیلومتر مربع مساحت و ۱٬۸۲۴ نفر جمعیت دارد و ۳۳۵ متر بالاتر از سطح دریا واقع شده‌است.